# Wideband Global SATCOM
O Wideband Global SATCOM system (WGS) é um sistema de satélite de alta capacidade de comunicações planejado para uso em parceria do Departamento de Defesa dos Estados Unidos (DoD) com o Departamento de Defesa australiano. O sistema é composto pelos satélites que compõe o segmento espacial, os usuários o segmento terminal e os operadores o segmento de controle.
Os serviços de comunicações de banda larga por satélite do Ministério da Defesa dos Estados Unidos estão atualmente assegurada por uma combinação do existente Defense Satellite Communications System (DSCS) e Global Broadcast Service (GBS). De acordo com a United Launch Alliance, citado em Spaceflight Now, "Um único satélite WGS tem tanta largura de banda que toda a constelação DSCS existente".